# Bundesverdienstkreuz
Bundesverdienstkreuz er den eneste orden, der uddeles i det nuværende Tyskland. Den blev indstiftet i 1951 af den vesttyske forbundspræsident Theodor Heuss.
Modtagere af Bundesverdienstkreuz har som eksempler været filosoffen Hedwig Conrad-Martius (1956), orientalisten Annemarie Schimmel (1989), 
den politiske visesanger Wolf Biermann (2006)
, den tyske campingturist Marcel Gleffe, der reddede adskillige personer ved Utøya under terrorangrebene i Norge 22. juli 2011.
og flugthjælperen mellem Øst- og Vestberlin Harry Seidel (2012).